# 情報コンビニ 午後ゴGO!!
情報コンビニ 午後ゴGO!!（じょうほうコンビニ ごごゴゴー!!）は、2014年3月31日から2017年3月31日まで長崎県の長崎放送（NBCラジオ）と佐賀県のNBCラジオ佐賀で月曜日から金曜日まで生放送されていたワイド番組である。

## 概要
前番組『情報コンビニ 午後ですよ』から続くNBCの昼ワイド番組で、12:00 - 13:59は後述のパーソナリティ3人で放送している。14：00以降、長崎はパーソナリティ2人で番組が継続するが、佐賀についてはNBCラジオ佐賀のパーソナリティ1人で「情報コンビニ 佐賀ですよ」（月曜 - 木曜 14:00 - 16:10、金曜 14:00 - 15:40）として放送している。
なお、前番組同様、パーソナリティのうち2人は長崎NBCのスタジオ、1人はNBCラジオ佐賀のスタジオから放送しており、パーソナリティは対面せず、放送を行っている。番組では時折、「リスナーから佐賀のパーソナリティは長崎に通って放送していると勘違いされた」という話題が出ることがある。
2017年3月31日をもって終了、後継番組は4月3日から「こっとん(NBCラジオ佐賀のみ木と金は「こっとん Iスタジオ」に差し替え)」を放送しているまた次の番組からパーソナリティーが長崎のみとなり昼ワイドにおける長崎と佐賀を繋ぐ二元中継が廃止された。

### 内包番組
- ドライバーズ・リクエスト（12:15 - 12:22）
- 渡辺徹 家族の時間（12:43 - 12:49）
- ミュージックスクランブル（14:20 - 14:30）

## 情報コンビニ 佐賀ですよ
14:00より、NBCラジオ佐賀にて放送されている番組。2014年4月、「午後ですよ」放送開始と同時に放送開始。午後ですよから午後ゴGO!!にタイトルが変更された後もこちらはタイトルを変更せずに継続している。午後ですよ→午後ゴGO!!の佐賀側のパーソナリティがそのまま1人で放送している。
なお、番組内では12:00 - 14:00は長崎・佐賀同時放送、14:00以降が長崎・佐賀別プログラムと説明しているが、実際には13:05 - 13:20頃まではそれぞれのスタジオから各県内の情報を放送し、逆に佐賀ですよにおいても、15:07頃からジャパネットたかたラジオショッピングとその直後の天気予報を長崎から放送している。
後継番組の「こっとん Iスタジオ」から木曜と金曜のみの放送となり、「佐賀ですよ」の一部のコーナーが終了した。

## 放送時間
- 月曜 - 金曜 12:00 - 15:49（NBCラジオ）
- 月曜 - 金曜 12:00 - 13:59（NBCラジオ佐賀）

## 出演者
2015年4月～2017年3月
| パーソナリティ | 長崎スタジオ         | 佐賀スタジオ |
| -------------- | -------------------- | ------------ |
| 月・火         | 村山仁志・佐々野宏美 | 福田孝子     |
| 水             | 村山仁志・菊野紗史   | かくもとしほ |
| 木             | 大門雅明・菊野紗史   | かくもとしほ |
| 金             | 大門雅明・栗原優美   | 田代奈々     |

2014年4月～2015年3月
| パーソナリティ | 長崎スタジオ         | 佐賀スタジオ |
| -------------- | -------------------- | ------------ |
| 月・火         | 村山仁志・佐々野宏美 | 大迫佐和子   |
| 水・木         | 村山仁志・菊野紗史   | かくもとしほ |
| 金             | 大倉聡・栗原優美     | 田代奈々     |

| 期間      | 期間      | 長崎スタジオ | 長崎スタジオ | 長崎スタジオ | 長崎スタジオ | 長崎スタジオ | 長崎スタジオ | 長崎スタジオ | 佐賀スタジオ | 佐賀スタジオ | 佐賀スタジオ |
| 期間      | 期間      | 男性         | 男性         | 男性         | 男性         | 女性         | 女性         | 女性         | 佐賀スタジオ | 佐賀スタジオ | 佐賀スタジオ |
| 期間      | 期間      | 月・火       | 水           | 木           | 金           | 月・火       | 水・木       | 金           | 月・火       | 水・木       | 金           |
| --------- | --------- | ------------ | ------------ | ------------ | ------------ | ------------ | ------------ | ------------ | ------------ | ------------ | ------------ |
| 2014.3.31 | 2015.3.31 | 村山仁志     | 村山仁志     | 村山仁志     | 大倉聡       | 佐々野宏美   | 菊野紗史     | 栗原優美     | 大迫佐和子   | かくもとしほ | 田代奈々     |
| 2015.4.1  | 2017.3.31 | 村山仁志     | 村山仁志     | 大門雅明     | 大門雅明     | 佐々野宏美   | 菊野紗史     | 栗原優美     | 福田孝子     | かくもとしほ | 田代奈々     |